# یاس (خواننده)
یاسر بختیاری (زادهٔ ۳۰ خرداد ۱۳۶۱) که با نام هنری یاس شناخته می‌شود، خواننده، ترانه‌سرا و رپر ایرانی در سبک رپ فارسی است. او از قدیمی‌ترین خواننده‌های رپ فارسی است که فعالیت حرفه‌ای خود را از سال ۱۳۸۰ آغاز کرد. او همچنین اولین خوانندهٔ این سبک در ایران است که توانست برای انتشار ترانه‌اش مجوز بگیرد و این ترانه «یادت نره» نام داشت که آن را به همراه یک خوانندهٔ پاپ اجرا کرده بود. وی همچنین با رپرهای آمریکایی و اسپانیایی چون دیا و تک ناین همکاری داشته است.
مضمون بیشتر ترانه‌های یاس انتقاد و اعتراض به مشکلات و بحران‌های اجتماعی و حوادث سیاسی و اعتراضات مردمی و مفاسد اجتماعی نظیر فقر، اختلاس، رانت و پولشویی و انتقاد به عملکرد حکومت با حفظ منافع مردم است.

## زندگی و فعالیت هنری

### ۱۳۶۱–۱۳۸۰: اوایل زندگی
یاسر بختیاری با نام هنری یاس در ۳۰ خرداد ۱۳۶۱ به دنیا آمد. دوران کودکی وی در محله‌های ناصر خسرو، اکباتان و شمشیری در تهران سپری شد. در دوران نوجوانی در ورزش کشتی آزاد زیر نظر مربی خود هاشم کلاهی فعالیت می‌کرد و پس از مدتی فعالیتش در کشتی را کنار گذاشت. ۱۴ ساله بود که با شنیدن آهنگ‌های توپاک و ترانه‌های هیپ‌هاپی که پدرش برای او از آلمان می‌آورد، با این نوع موسیقی آشنا شد و به آن علاقه پیدا کرد و در این دوران انتخاب نخست او برای موسیقی گوش دادن رپ بود. وی ۱۸ ساله بود که پدرش از دنیا رفت و پس از آن به همراه خانواده‌اش زندگی سختی را در نبود پدرشان سپری کرد. یاس که فرزند بزرگ خانواده بود تحصیل خود در رشتهٔ عمران دانشگاه را نیمه‌کاره رها کرد و به سمت کار برای تأمین مخارج خانواده گام نهاد و در کنار فعالیت موسیقی به کار در شرکت بازرگانی عمویش و مسافرکشی با اتومبیل پیکان پرداخت.

من از همان دوران کودکی دست به قلم بودم و خوب می‌نوشتم. داستان‌هایم طوری بود که دیگر برای نوشتن نیاز به تخیل نداشتم و حقایق زندگی‌ام را در قالب داستان می‌نوشتم. آن سال‌ها تنها راهی که برای خالی کردن عقده‌هایم پیش رو داشتم، نوشتن بود. البته یک دوره‌ای کارهای دیگری را هم برای خالی کردن خودم تجربه کردم که البته مسیرهای درستی نبود؛ مثلاً یک مدتی خیلی دعوا می‌کردم یا وقتی پولدارها را می‌دیدم با نگاه خیلی منفی با آن‌ها برخورد می‌کردم، اما بعد از مدتی حس کردم این راهی نیست که بخواهم با آن به یک آینده روشن برسم. آن زمان واقعاً کسی هم نبود که بگوید یاسر این راهی که داری طی می‌کنی به جای خوبی ختم نمی‌شود، نمی‌دانم چه شد که با خودم به این نتیجه رسیدم که باید مسیرم را تغییر دهم.

مصاحبهٔ یاس با مجلهٔ نسل امروز

### ۱۳۸۰–۱۳۸۵: آغاز فعالیت، تلاش برای مجوز
یاسر بختیاری در سال ۱۳۸۰ به صورت جدی فعالیت خود در موسیقی رپ را آغاز کرد. وی نام هنری یاس را برای خود برگزید.
«اسم خودم یاسره ولی از بچگی به من می‌گفتند یاس. از طرفی گل یاس مظهر صلحه و همین باعث شد که در کارهام از نام یاس استفاده کنم. چون به ترویج فرهنگ صلح خیلی اعتقاد دارم.»
یاسر بختیاری
نخستین کاری که نوشت و آن را خواند آهنگ بچه‌های خیابون نام داشت. نخستین آهنگ مشهور وی آهنگی با نام بم بود که پس از زمین‌لرزه بم در سال ۱۳۸۲ با آهنگ‌سازی میتا ملکی منتشر شد. این ترانه مخاطبان زیادی پیدا کرد و نام یاس را بر سر زبان‌ها انداخت.
در همین سال یاس در فیلم برنا کازرانی به نام رعد، یک داستان زنانه به ایفای نقش پرداخت و خوانندگی رپ تیتراژ پایانی فیلم را نیز بر عهده داشت.
یاس در سال ۱۳۸۵ ترانهٔ «سی‌دی رو بشکن» را با خوانندگی مشترک آمین منتشر نمود. این دو خواننده این ترانه را به دنبال انتشار و توزیع فیلم مربوط به زهرا امیرابراهیمی، بازیگر ایرانی که قربانی انتشار فیلم خصوصی شده‌ بود خواندند. یاس و آمین در این آهنگ افرادی که در پخش کردن این فیلم دخیل بودند را مورد انتقاد قرار دادند و ضمن انتقاد از «سقوط اخلاقی» جامعهٔ ایران، از شنوندگان خود خواستند که سی‌دی مربوط به این فیلم را از بین ببرند. این ترانه مخاطبان بسیار زیادی پیدا کرد و در همان روزهای نخست که در اینترنت قرار گرفت نزدیک به یک میلیون بار دانلود شد و باعث شهرت بیش از پیش یاس شد.
[این آهنگ] خیلی اثرات خوبی داشت. در واقع کاری که من با این آهنگ انجام دادم، نیروی‌انتظامی نتوانست انجام دهد. پلیس دنبال این بود که این سی‌دی از اجتماع جمع شود و من با خواندن آن آهنگ تلاش کردم در این مسیر گام بردارم که فکر می‌کنم موفق عمل کردم.
یاس در مصاحبه با مجلهٔ نسل امروز
یاس در سال ۱۳۸۵ آهنگ یادت نره را با همکاری مجید غفوری، خوانندهٔ رپ منتشر کرد. این اثر یکی از قطعات آلبوم نگو دیره از غفوری بود که با مجوز وزارت ارشاد اسلامی منتشر شد و بدین ترتیب این اثر نخستین آهنگ با صدای یاس شد که با مجوز رسمی نهادهای دولتی ایران منتشر شد.
در اواخر سال ۱۳۸۵ فیلم ۳۰۰ در آمریکای شمالی بر روی پرده رفت و پخش آن اعتراض زیادی را از سوی ایرانیان به دنبال داشت. برخی از ایرانیان معتقد بودند که این فیلم توهینی به ایرانیان و تاریخ این کشور بوده است. یاس در واکنش به اکران این فیلم، ترانه‌ای با نام هویت من منتشر کرد و به «تحریف تاریخ» در این فیلم اعتراض کرد و نظر مثبت مخاطبان زیادی را به خود جلب کرد.

از دیدگاه خودم آهنگ هویت من بهترین آهنگ من هست. هویت من آهنگی بود در اعتراض به فیلم ۳۰۰.. اون موقع که این فیلم اومد بیرون من پس فرداش این فیلم رو دیدم و واقعاً عصبانی شدم از این که این سرزمین، این مردم و این تمدن رو این‌طوری در دنیا نشان می‌دهند.

وسط، مصاحبهٔ یاس با از زیرزمین تا بام طهران

#### مجوز فعالیت
وی در این دوران برای دریافت مجوز برای فعالیت هنری در ایران تلاش کرد اما موفق به کسب مجوز نشد.
یاس بعدها در مصاحبه‌ای در این باره گفت:
«داستان مجوز گرفتن من برمی‌گردد به چیزی حدود ۹ سال پیش که دوست داشتم مجاز شوم و اقداماتی برای گرفتن مجوز هم انجام دادم. حتی مقطعی آقای فرشید رحیمیان به من گفت آهنگ‌هایت را به ثبت رساندم، اما وقتی دوباره پیگیر شدم متأسفانه فقط جواب منفی شنیدم و همه دست رد به سینهٔ من زدند.. صادقانه می‌گویم من خیلی دنبال مجوز بودم و برایش دوندگی‌های زیادی انجام دادم اما آن موقع کسی از من حمایت نکرد و امروز دیگر به‌دنبال مجوز نیستم. نمی‌دانم چرا، اما انگار همیشه باید انسان خودش را از راه‌های مختلف نشان دهد تا بعد بگویند تو لیاقت مجاز شدن را داری! من باوجود این‌که یک خوانندهٔ زیرزمینی محسوب می‌شوم، اما چارچوب‌های خودم را در کارم لحاظ می‌کنم.»
وی در پاسخ به سؤالی در مورد عدم تمایل‌اش به دریافت مجوز گفت:
[دیگر دنبال مجوز نیستم] چون سانسور حرف‌هایم برایم قابل قبول نیست. برای یک رپر، سانسور شدن حرف‌هایش بدتر از همه‌چیز است. همان‌طور که گفتم من در موسیقی زیرزمینی خودم چارچوب‌ها را رعایت می‌کنم. چرا باید شعرم را به دست کسی بدهم که تأیید یا تکذیب کند! این افکار من است و دوست دارم مردم افکار من را بشنوند.

### ۱۳۸۶–۱۳۹۰: کنسرت در آمریکا، و آهنگ «از چی بگم؟»
در ۱۳۸۶ یاس در سفری شش هفته‌ای به ایالات متحده آمریکا به اجرای چندین کنسرت در این کشور پرداخت. این سفر به دعوت یک تشکل خیریهٔ آمریکایی و به منظور اجرای دو ترانه در مورد مولانا با صدای وی و همچنین اجرای کنسرت در سال جهانی مولانا صورت گرفت.
یاس در اردیبهشت ۱۳۸۷ در «همایش ملی آسیب‌شناسی جوانان» در شیراز با دعوت از دانشگاه شیراز شرکت کرد و در آن‌جا در مقابل منتقدان موسیقی رپ که در این نشست افزایش «خشونت» و «بی‌بند و باری» در جامعه را از خصوصیات آن عنوان کردند به دفاع از سبک موسیقی رپ پرداخت.
در سال ۱۳۸۹ یاس به عنوان نماینده‌ای از خوانندگان رپ فارسی در فیلم مستند «Rock On» حضور یافت. این فیلم مستند که به صورت تخصصی به موسیقی راک در ایران پرداخته، به تهیه‌کنندگی و کارگردانی شهیار کبیری ساخته شده است.
یاس در مهر ۱۳۹۰ آهنگ از چی بگم؟ را با آهنگسازی و تنظیم سعید انصار منتشر کرد. در این ترانه به معضلات جامعهٔ ایران اشاره شده و موضوع اصلی آن در مورد آتش‌سوزی مدرسه درودزن و مشکلات دختران دانش‌آموزی بود که در این حادثه دچار مشکل شده بودند. این ترانه شنوندگان بسیاری داشت و از پرشنونده‌ترین آثار یاس به حساب می‌آید. این ترانه در سایت رادیو جوان بیش از شش میلیون بار شنیده شده است و موزیک ویدئو این ترانه نیز در این سایت بیش از دو میلیون بار بازدید شده است.

### ۱۳۹۱–۱۳۹۳: خروج از ایران، همکاری با تک ناین

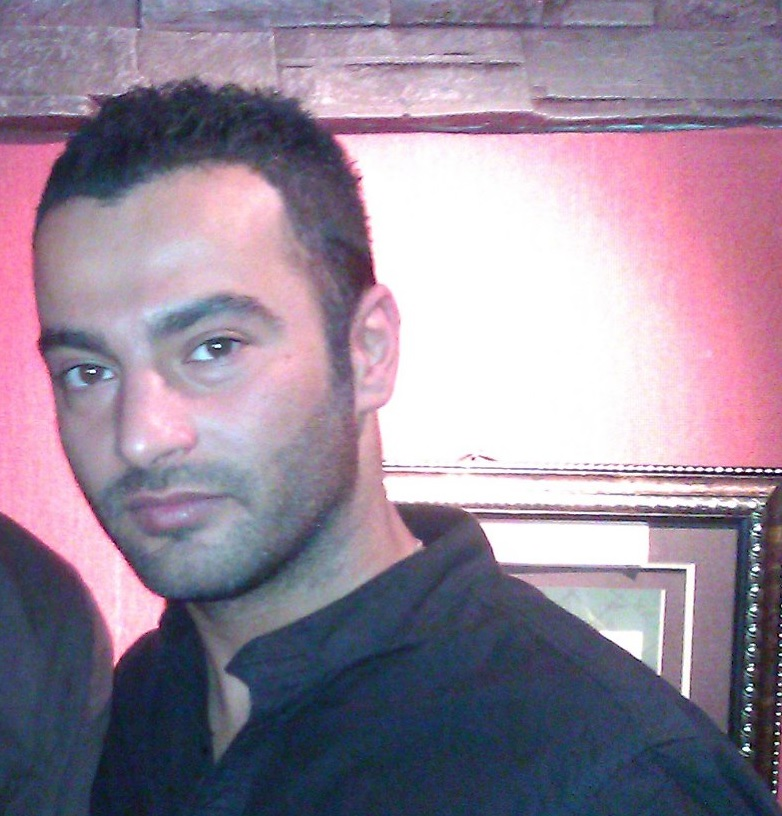
یاس در ۲۰۱۲

یاس ۱۹ اسفند ۱۳۹۱ برای همکاری با تک ناین به عنوان یک همکاری بین‌المللی بین دو رپر ایرانی و آمریکایی، ایران را ترک کرد و راهی آمریکا شد. باتوجه به مصادف شدن این همکاری با تور کنسرت‌های تک ناین، ساخت ویدیو و آهنگ صدای اتحاد ماه‌ها به طول انجامید و یاس طی این مدت در آمریکا اقامت داشت و فعالیت هنری خود را در آن‌جا ادامه داد، او همچنین در این مدت چند قطعه ضبط و در قالب آلبوم‌های گروهی اوردوز، سمفونی گربه‌ها و از ماست که بر ماست منتشر کرد و در سال‌های ۲۰۱۳ و ۲۰۱۴ تور کنسرتی در شهرهای مختلف ایالات متحده و کانادا از جمله سن‌فرانسیسکو، ونکوور، تورنتو و مونترال اجرا کرد.
موزیک ویدیوی صدای اتحاد از یاس و تیک ناین توانست در بین ۵ موزیک ویدیوی برتر فوریه ۲۰۱۴ سایت MTV جای بگیرد و از نظر کارشناسان نیز یک همکاری موفق توصیف شد. یاس و تک ناین نیز حاصل این کار مشترک‌شان را مثبت ارزیابی کردند.
یاس همچنین کنسرت‌هایی را در دوبی، دوحه و لندن با همکاری BIA2 اجرا نمود.
یاس پس از ۲۰ ماه در آبان ۱۳۹۳ به ایران بازگشت.

### ۱۳۹۳–۱۳۹۵: بازگشت به ایران، و «آهنگ بارکد»
رپ در دنیا یکی از پول‌سازترین سبک‌های موسیقی است، با این حال در ایران این‌طور نیست؛ یعنی هیچ تعادلی میان شهرت هنرمندان رپ و درآمدشان نیست و همه جای دنیا به جز ایران این مسئله برایشان غیرقابل‌باور و غیرمنطقی است.

یاس؛ ۱۱ شهریور ۱۳۹۶
وی پس از بازگشت به ایران در ۲۲ اسفند ۱۳۹۳ ترانهٔ بد شدم را منتشر نمود و سپس در فروردین ۱۳۹۴ آهنگی با عنوان مسافر را منتشر کرد که در آن به شرح‌حال خودش و سفرهای دو سال اخیرش پرداخته بود.
در شهریور ۱۳۹۴ یاس در مصاحبه با نشریهٔ تماشاگران امروز به گفته‌هایی که از نزدیکان داریوش مهرجویی در مورد بازی ندادن یاس در فیلم سنتوری ۲ توسط مهرجویی منتشر شده بود، واکنش نشان داد و آن را رد کرد. درحالی که پیشتر از سوی نزدیکان مهرجویی عنوان شده بود که یاس تمایل به حضور در این فیلم داشته اما کارگردان فیلم سنتوری استعداد او در زمینهٔ بازیگری را تأیید نکرده است. یاس گفت:
«قضیه از این قرار است که بهرام رادان با من تماس گرفت و گفت باید در مورد مسئله‌ای باهم صحبت کنیم. سپس بهرام مسئلهٔ سنتوری ۲ را مطرح کرد و قرار شد یک روز به اتفاق هم آقای مهرجویی را ملاقات کنیم. این اتفاق افتاد و ما یکدیگر را دیدیم اما در آن دیدار نه تستی دادم، نه پذیرفتم در این پروژه حضور داشته باشم و نه حتی با فیلمنامهٔ ایشان موافق بودم! چراکه مضمون این فیلمنامه و همچنین نام شخصیت‌ها و ماجراهایی که در این فیلمنامه عنوان شده هیچ ارتباطی به رپ فارسی و فراز و نشیب‌هایی که در طول همهٔ این سال‌ها داشته‌ایم، نداشت».
یاسر بختیاری همچنین گفت پیشنهادهای زیادی برای بازی در سینما دریافت کرده اما علاقه‌ای به فعالیت در سینما ندارد و ترجیح می‌دهد در حوزهٔ مورد علاقهٔ خودش یعنی موسیقی به فعالیت خود ادامه دهد.

#### آهنگ «بارکد»
در ۱۹ خرداد ۱۳۹۵ فیلم بارکد بدون آهنگ یاس بر روی پردهٔ سینما رفت. این در حالی بود که به دلیل خواندن تیتراژ پایانی این فیلم توسط یاس مجوز اکران آن صادر نشده بود و شرط اکران آن حذف صدای یاس عنوان شده بود. پس از پذیرفتن حذف صدای یاس از تیتراژ این فیلم توسط تهیه‌کننده، مجوز اکران صادر شد. در حالی که این فیلم پیشتر در سی و چهارمین دورهٔ جشنوارهٔ فیلم فجر با صدای یاس پخش شده بود.
بهرام رادان یکی از بازیگران فیلم در صفحهٔ اینستاگرام خود با اعتراض به حذف آهنگ، از این اقدام مسئولان سینمایی کشور به شدت انتقاد کرد. او نوشت که مشابه فیلم سنتوری، موسیقی برای بارکد دردسر ساز شده است. در فیلم سنتوری ساختهٔ داریوش مهرجویی و با بازی گلشیفته فراهانی و بهرام رادان، ابتدا گفته شد چون محسن چاووشی خوانندهٔ ترانه‌های آن است، فیلم اکران نمی‌شود و بعد در نهایت به بهانه‌های دیگر مانع اکران فیلم شدند.
در واکنش به حذف صدای یاس از تیتراژ فیلم بارکد، تماشاگران این فیلم همزمان با پخش تیتراژ پایانی، آهنگ بارکد (من ادامه می‌دم ۲) یاس را در سینماهای ایران خواندند و این‌گونه اعتراض خود را به حذف صدای یاس نشان دادند.

#### آهنگ «سرکوب»
در ۳۰ اسفند ۱۳۹۵ آهنگ «سرکوب» یاس با آهنگسازی فربد عرش از رادیو جوان منتشر شد. این آهنگ که یکی از طولانی‌ترین ترانه‌های اجرا شده در رپ فارسی تا آن زمان بود شنوندگان بسیاری داشت. «سرکوب» در سایت و اپ رادیو جوان بیش از ۲۲ میلیون بار شنیده شده است و از آثار پر شنوندهٔ رپ فارسی می‌باشد.

### ۱۳۹۶ تاکنون: انتشار تک آهنگ‌ها، آهنگ «سفارشی»
در اواسط سال ۱۳۹۶ یاس در اینستاگرام خود خبر از کار بر روی نخستین آلبوم رسمی خود داد. در سال ۱۳۹۶ خبری مبنی بر همکاری یاس و جزا، رپر ترکیه‌ای و انتشار آهنگ با همکاری این دو منتشر شد اما این همکاری هیچ‌گاه شکل نگرفت و آهنگ مشترکی از آن‌ها منتشر نشد. یاس یک سال پس از انتشار «سرکوب» و در ۲۶ اسفند ۱۳۹۶ آهنگ «از بند ناف تا خط صاف» را منتشر کرد.

#### آهنگ «سفارشی»

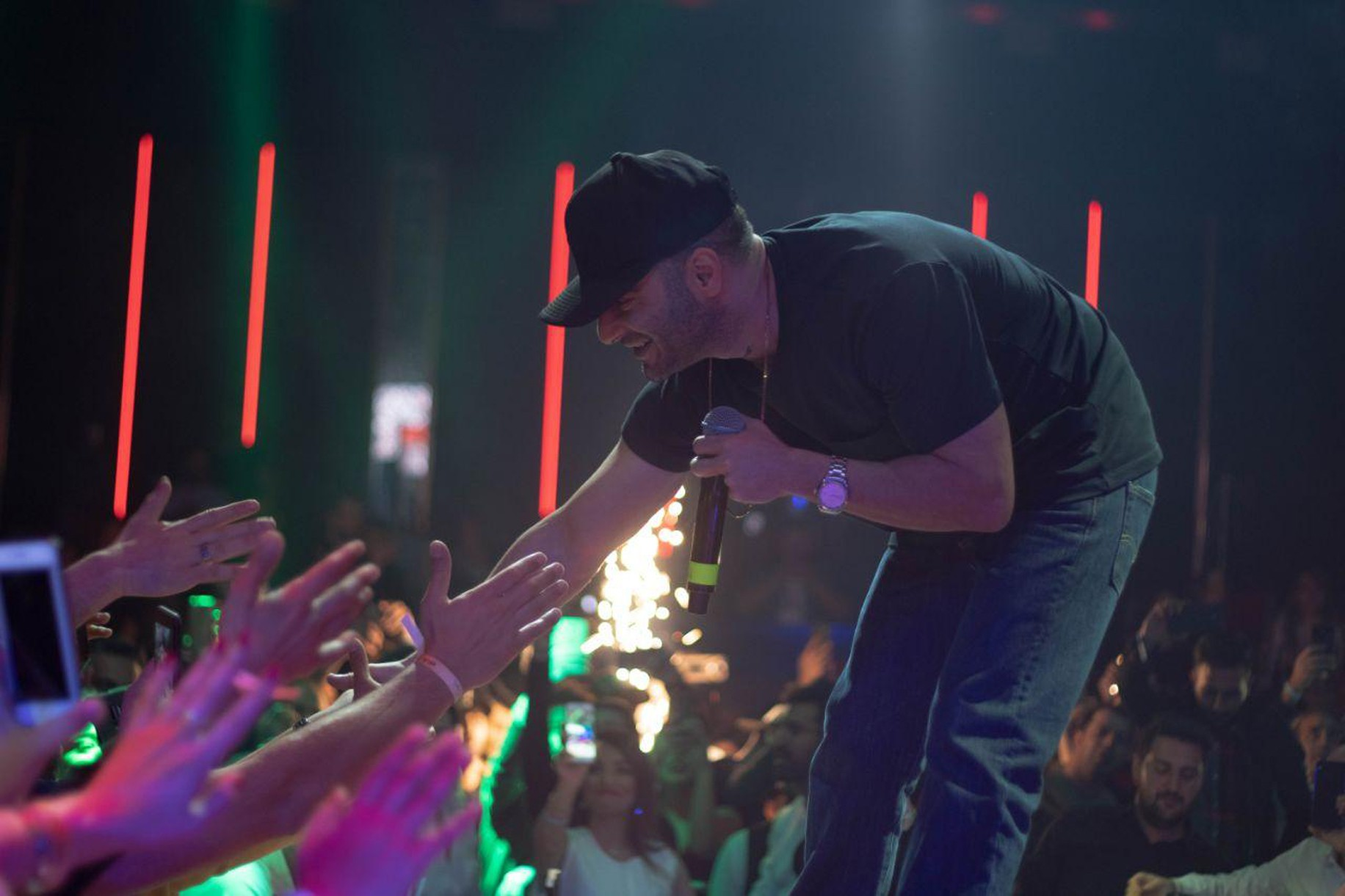
یاس در کنسرت سپتامبر ۲۰۱۸

یاس در ۲۹ بهمن ۱۳۹۷ آهنگ «سفارشی» که تیتراژ مجموعهٔ رقص روی شیشه بود را منتشر کرد. یاس در توضیحی در مورد این ترانه گفت:
امید که باب میل باشه. البته طبیعتاً این آهنگ به گوش عده‌ای خوشایند نخواهد بود. چون حقایقی در آن بازگو شده که دلایل ضعف و بی‌هویت شدن هنر و موسیقی ایران است و امیدوارم بجای موضع‌گیری‌ها، این معایب را ببینیم و برطرف کنیم؛ زیرا اگر چنانچه با همین روال به این مسیر ادامه دهیم گوش‌ها و چشم‌های ما به ضعیف‌ترین سلایق سوق خواهد یافت و به درد نخورترین‌ها به عنوان الگوی رفتاری به جامعه معرفی خواهندشد و ناگفته نماند که این اتفاق متأسفانه افتاده است. آهنگ «سفارشی» تلنگری به گوش‌هاست و امیدوارم که پیام این اثر در عین تلخ بودن مفید واقع شود. در غیر این‌صورت این راه ادامه دارد.
در حالی که مراسم افتتاحیهٔ فیلم رقص روی شیشه با حضور یاس و پخش صدای وی در قسمت نخست این سریال همراه بود با این حال روز ۲۹ بهمن دو نسخهٔ متفاوت از قسمت نخست سریال در تهران و شهرستان‌ها توزیع شد به گونه‌ای که در نسخهٔ شهرستان صدای یاسر بختیاری بر روی تیتراژ سریال وجود داشت ولی در نسخهٔ تهران صدای او از سریال حذف شده بود.
این در حالی بود که وزارت ارشاد با استفاده از صدای یاس برای این سریال در ابتدا موافقت کرده و حتی مجوز لازم را نیز صادر کرده بود اما بعد از آن‌که قسمت نخست آمادهٔ توزیع شد، این نهاد مخالفت خود را با آن اعلام کرد. همچنین از قسمت دوم سریال، به صورت کلی صدای یاس از این سریال شبکهٔ خانگی حذف شد. در همین حال حسین پارسایی از مسئولان وزارت ارشاد دربارهٔ تیتراژ خوانی یاسر بختیاری و حذف صدای او از برخی نسخه‌های توزیع شدهٔ سریال «رقص روی شیشه» در شبکه نمایش خانگی بیان کرد: «این خبر صحت ندارد». وی دربارهٔ نسخهٔ توزیع شدهٔ قسمت نخست این سریال در شهرستان که با صدای یاس همراه بود مدعی شد: «نسخهٔ ارسالی برای دریافت مجوز فاقد صدای یاس بود و اساساً ما با چنین درخواستی مواجه نشدیم». مضمون «سفارشی» در مورد بازار موسیقی ایران و خوانندگان ایرانی بود و یاس در آن به انتقاد از وضعیت بازار موسیقی ایران پرداخت که واکنش منفی شهاب مظفری و ماکان بند را در پی داشت.
یاس در سال ۱۳۹۸ کنسرت‌هایی را در خارج از ایران برگزار کرد.

#### «بیم»

کاور ترانه که نشان می‌دهد مغز درون شکم قرار دارد و منفعت‌های مادی را علت ناآگاهی و بیم مردم می‌پندارد.

«بیم» نخستین تک‌آهنگ سیاسی اوست. از بیم به عنوان بهترین اثر یاس و یکی از بهترین ترانه‌های رپ فارسی نام برده می‌شود.
ساختار و چارچوب ترانه شباهت زیادی به ترانه سرکوب دارد. «بیم» در ۵ ورس و ۳ ضرب مختلف ساخته شده است و مدت آن حدود ۱۲ دقیقه است.یاس برای نخستین بار شعر کهن فارسی و موسیقی نوین را با یکدیگر تلفیق کرد. شعر از لحاظ ادبی جهش بزرگی را نسبت به ترانه‌های پیشین یاس تجربه کرد. استفاده از آرایه‌های ادبی اعم از استعاره، تشبیه و جناس بیشتر شد و دامنه واژگان نوین و کهن گسترش یافت که سبب پیچیدگی و غنی‌تر شدن شعر شد. مفاهیم ترانه اغلب سیاسی و اعتراض به سیاست‌های نظام جمهوری اسلامی ایران و ممنوعیت و پروپاگاندا محور بودن رپ فارسی است اما عناصر اجتماعی همچون مهاجرت اجباری و ناآگاهی و عادی‌سازی مردم نیز گنجانده شده. یاس مورد توجه قرارگرفتن عقاید و سخنان برخی از شخصیت‌ها و رسانه‌ها را نکوهش کرد و از زودباوری و عدم درک حقیقت توسط افکار عمومی انتقاد کرد. یاس همچنین از دیدگاه‌های سیاسی گروه ملتفت به شدت انتقاد کرد. همچنین در ترانه به رویدادهایی همانند پرواز شماره ۷۵۲ هواپیمایی بین‌المللی اوکراین، انتخابات ریاست‌جمهوری ایران (۱۴۰۰) و اعتراضات آبان ۱۳۹۸ ایران اشاره شده است.
آهنگ با استقبال فراوان از سوی شنوندگان و منتقدان مواجه شد و در نظرسنجی‌های مختلف به عنوان بهترین «ترانه رپ فارسی» انتخاب شد. این قطعه پیش از خیزش ۱۴۰۱ ایران منتشر گردید و به دلیل شباهت اشعار، برخی آن را پیشگویی دانستند. پوریا پوتک که پیشتر یاس را به خاطر «محافظه‌کاری» و «ترسویی» مورد انتقاد قرار داده بود، شجاعت او را برای خواندن «آهنگ سیاسی در ایران» ستود. با این وجود ترانه مورد نقدهایی هم قرار گرفت. امیر تتلو از میکس‌مستر، فن بیان یاس و شباهت ترانه به آثار خودش انتقاد کرد. سپهر خلسه نیز از پیچیدگی و گم شدن مفهوم در قافیه انتقاد کرد و به آن نمره ۷ از ۱۰ داد.

#### «باغ»
آهنگ «باغ» بلندترین قطعه در کارنامه یاس محسوب می‌شود. این اثر، که «باغ» را استعاره‌ای از ایران قرار می‌دهد، در چهار بخش روایت شده و به بررسی رویدادهای سیاسی و اجتماعی سال‌های ۱۴۰۱ تا ۱۴۰۴ می‌پردازد.
پراستفاده‌ترین آرایه‌های ادبی، ایهام، جناس و ترصیع بود. 
یاس به ظلم و فساد حکومت، ناکارآمدی اپوزیسیون و تصمیمات اشتباه آن‌ها، و همچنین نفوذ رسانه‌های زرد داخلی و خارجی اعتراض می‌کند. برخلاف بسیاری از رپرهای هم‌سبک مانند هیچ‌کس، سورنا و شاهین نجفی که بر اقدامات رادیکال و شجاعت افراطی تأکید دارند، یاس با به خطر انداختن جان مردم و تشویق به خشونت مخالف است.
یاس آهنگ را با خشم و ناآرامی ذهنی نسبت به وقایع اخیر آغاز می‌کند اما در نهایت او ایران را در قالب معشوقه‌ای به تصویر می‌کشد و آهنگ را با یافتن آرامش در سایه تعهد و وطن‌پرستی به پایان می‌برد.
ضرب، شعر، هم‌خوان‌های ملودیک، فلوهای متنوع و فضاسازی احساسی مورد تحسین قرار گرفت اما کلیشه‌ای بودن برخی ابیات نقد شد.
در طی ۲۴ ساعت پس از انتشار، بیش ۸۰۰ هزار بازدید دریافت کرد.
این اثر به صورت پریمیر در یوتیوب به نمایش گذاشته شد و بیش از ۳۰ هزار بیننده را جذب کرد که بیشترین عدد در کل یوتیوب فارسی است.

## ویژگی آثار
با این‌که، به عقیدهٔ عده‌ای یاس تصویری معوج از رپ فارسی به مخاطب غیر رپ ارائه داده؛ باید اذعان کرد که او در آشنایی بسیاری از ایرانیان با رپ فارسی سهم مهمی داشته است. کافی است او را با عینک فرهنگ پاپ (و نه مبتذل) نگاه کنیم.

بهروز آقاخانیان
مضمون بیشتر ترانه‌های یاس انتقاد و اعتراض به مشکلات و بحران‌های اجتماعی نظیر فقر، کودکان کار، اعتیاد، بیکاری، جنگ، روسپی‌گری، خودکشی، مهاجرت اجباری و طلاق است.
یاس همچنین ترانه‌های زیادی با مضمون میهن‌پرستی، عرق ملی و صلح خوانده است که از مهم‌ترین آن‌ها می‌توان به «هویت من»، «صلح تویی»، «به امید ایران»، «سرباز وطن»، «زنده باد ایران» و «صدای اتحاد» اشاره کرد.
به شهرت رسیدن یاس در سال‌های ابتدایی کارش بیشتر حاصل اقبال عمومی از آثاری مانند بم (پس از زلزله)، سی‌دی رو بشکن (ماجرای زهرا امیرابراهیمی)، هویت من (انتقاد از فیلم ۳۰۰) و از چی بگم (آتش‌سوزی مدرسهٔ درودزن) است.
به عقیدهٔ برخی کارشناسان موضع انتقادی یاس نسبت به مسائل جامعه‌ای که در آن زندگی می‌کند، ریشه در گفتمانی ملی‌گرا، اخلاق‌گرا و راست‌گرا دارد و از نظر ادبی شاید نزدیک به سبک خراسانی است. اعتقادی به اصول اخلاقی ایران باستان که در آثاری مانند هویت من و سرباز وطن و حتی نشان فروهری که استفاده می‌کند، مشخص است. از این‌رو، نگاهش برخلاف ماهیت چپ‌گرا، پیش‌رو، برابری‌طلب، مدرن و ضد سیستم جریان هیپ‌هاپ، آرمانی را در گذشته و سنت جستجو می‌کند.
به همین صورت اشاره به «سطحی» بودن نگاه در آثارش از سوی منتقدان را نیز می‌توان تا اندازه‌ای حاصل چنین پس‌زمینهٔ اعتقادی دانست. نگاهی که گله‌ها و شکایاتش از اوضاع و احوال کشور و مردم جامعه را بیشتر شبیه نقدهای روزمرهٔ روزنامه‌ها و نشریات، فیلم‌های سینمایی مجاز یا حتی انتقادات نرم مردم در اتوبوس و مترو می‌کند. مورد دیگر که به محبوبیت یاس به‌ویژه در میان نسل گذشته (والدین مخاطبان رپ) کمک بسیاری کرده، زبان پاکیزه، ادبیاتی اخلاق‌گرا و مطابق با عرف جامعه به‌خصوص در سال‌های اول فعالیتش بود. در واقع رپی بود که نوجوان می‌توانست در حضور خانواده‌اش به آن گوش دهد.
نکته‌ای که او را کاملاً مقابل ادبیات و واژگان دیگر رپرهایی قرار می‌داد که از لحاظ سن کوچک‌تر از او بودند و سعی می‌کردند همان اصطلاحات خیابان و محل زندگی خود را حتی گاهی با اغراق و زیاده‌روی در کارهای خود بیاورند. ویژگی که باز هم در تناقض با بیان صریح و عدم خودسانسوری و استفاده از دایره لغات خیابانی بود. علاوه بر موارد بالا موضوع، زمان، فرمت و نحوه انتشار آثار یاس هم این شائبه را در ذهن منتقدانش مدام تقویت می‌کرد که او خواسته یا ناخواسته بیشتر به فکر دیده شدن و شهرت است تا ممارست برای نوآوری و خلاقیت؛ چرا که با وجود سال‌ها فعالیت هنوز آلبومی از او منتشر نشده و تمرکزش همیشه بر روی تک‌آهنگ بوده است که در دنیای هنر موسیقی ویژگی مثبتی محسوب نمی‌شود. در واقع از نظر منتقدان اغلب آثار ابتدایی او همان‌طور که نام برده شده، بلافاصله بعد از یک اتفاق و رخداد اجتماعی منتشر می‌شدند. در تصویر یا اثر گرافیکی که با این آثار بیرون می‌آمد، خود او عمداً سوژهٔ عکس بود. همچنین بیشتر کارهایش خیلی سریع تبدیل به موزیک ویدئو و از شبکه‌های ماهواره‌ای مانند PMC و رادیو جوان پخش می‌شد.
رسانه‌هایی که بیشتر رپرهای زیرزمینی به خاطر «عدم شفافیت مالی»، «تجاری بودن» و «اهمیت ندادن به هنر»، در برابر آن‌ها موضعی منفی داشتند. منتقدان وی معتقدند رویکرد یاس در رپ فارسی الگوی رپرهای دیگری شد که چنین نقدهایی کم‌وبیش به آن‌ها نیز وارد است. کسانی مانند حامد فرد، محمد بی‌باک، عماد قویدل و… که آن‌ها نیز در ادبیات و دایرهٔ لغات، انتقادات سطحی و اشتیاق به دیده شدن در رسانه جا پای یاس گذاشتند و با آثار کم کیفیت‌تر در شعر، اجرا و تولید، فضای موسیقی رپ را تحت‌الشعاع قراردادند.
در همین حال بهروز آقاخانیان در یادداشتی با اشاره به انتقادات پیرامون یاس می‌نویسد: «یاس ۳۶ ساله مانند دیگر هنرمندان رپ نسل یک مجبور است ملاحظات اقتصادی را بیشتر در تصمیمات کاری‌اش داخل کند. در فضایی که از راه موسیقی رپ نمی‌توان به‌راحتی کسب درآمد کرد و تا این حد شناخته‌شده بودن حساسیت‌های بسیاری را موجب می‌شود، سخت و غیرمنصفانه است هنرمندی را یک‌جانبه و بی‌محابا به زیر سؤال برد».

## ترانه‌شناسی

### تک‌آهنگ‌ها[۵۷]
| تاریخ انتشار     | عنوان تک‌آهنگ                  | ترانه‌سرا     | آهنگ‌ساز              | تنظیم            | توضیحات                                         |
| ---------------- | ----------------------------- | ------------ | -------------------- | ---------------- | ----------------------------------------------- |
| ۱۳۸۰             | «بچه‌های خیابونی»              | یاس          |                      |                  | اعتراض به کودکان کار                            |
| ۱۳۸۱             | «پدر»                         | یاس          |                      |                  | پاسداشت مقام پدرش                               |
| ۱۳۸۱             | «من خستم»                     | یاس          | کاور                 | کاور             | به گفته یاس بیت‌ها دانلودی بوده است.             |
| ۱۳۸۲             | «یک نفس بگیم»                 | یاس          | کاور                 | کاور             | همراهی با Green House                           |
| ۱۳۸۲             | «دفترم دستمه»                 | یاس          | کاور                 | کاور             |                                                 |
| ۱۳۸۲             | «رعد»                         | یاس          | کاور                 | کاور             | تیتراژ رعد، یک داستان زنانه                     |
| ۱۳۸۲             | «خودتو بغلم بنداز»            | یاس          | کاور                 | کاور             |                                                 |
| ۱۳۸۲             | «مرگ»                         | یاس          | کاور                 | کاور             |                                                 |
| ۱۳۸۲             | «نسل ماست»                    | یاس          | کاور                 | کاور             | به همراه مسیح و آرش                             |
| ۱۳۸۲             | «بگو منو کم داری»             | یاس          | کاور                 | کاور             | با همراهی دوک                                   |
| ۱۳۸۲             | «مرقد»                        | یاس          | کاور                 | کاور             |                                                 |
| ۱۳۸۲             | «برو»                         | یاس          | کاور                 | کاور             | به همراه ساسان                                  |
| ۱۳۸۲             | «soldier pose»                | یاس          | کاور                 | کاور             | همراهی با Force Theory                          |
| ۱۳۸۲             | «speak»                       | یاس          | کاور                 | کاور             | همراهی با John D و Arsha Michaels               |
| ۱۳۸۲             | «گفتم نرو»                    | یاس          | کاور                 | کاور             | به همراه رضا صادقی                              |
| ۱۳۸۲             | «تو بیا»                      | یاس          | کاور                 | کاور             |                                                 |
| ۱۳۸۲             | «تو مریضی»                    | یاس          | کاور                 | کاور             | به همراه سیروان خسروی و زانیار خسروی            |
| ۱۳۸۲             | «تینا»                        | یاس          | کاور                 | کاور             |                                                 |
| ۱۳۸۲             | «هانی»                        | یاس          | کاور                 | کاور             |                                                 |
| ۱۳۸۲             | «دیگه نیست»                   | یاس          | کاور                 | کاور             | خیانت معشوق                                     |
| ۱۳۸۲             | «جوونای امروز»                | یاس          | کاور                 | کاور             | همراهی با مارشال                                |
| ۱۳۸۲             | «ستاره قطبی»                  | یاس          | کاور                 | کاور             |                                                 |
| ۱۳۸۲             | «بازم کمه»                    | یاس          | کاور                 | کاور             | همراهی با سامان                                 |
| ۱۳۸۲             | «ایران سرزمین من» یا «توس رپ» | یاس          | کاور                 | کاور             | همراهی با ۲۵ باند و 3ZG                         |
| ۱۳۸۲             | «ایران من»                    | یاس          | کاور                 | کاور             | همراهی با سینا ساعی، سینا مافی و رجز            |
| ۱۳۸۲             | «چشامونو باز کنیم»            | یاس          | کاور                 | کاور             | همراهی با N.i.M.i                               |
| ۱۳۸۲             | «بم»                          | یاس          | میتا ملکی            | میتا ملکی        | واکنش به زلزله بم (نخستین آهنگ رسمی)            |
| ۱۳۸۳             | «درد دل»                      | یاس          | نیما علامه           | احمد سانقه       | مرور خاطرات                                     |
| ۱۳۸۳             | «دنیای بی‌رحم»                 | یاس          | نیما علامه           | احمد سانقه       | اعتراض به جنگ                                   |
| ۱۳۸۴             | «کمک»                         | یاس          | مهدیار آقاجانی       | مهدیار آقاجانی   | همراهی با هیچ‌کس                                 |
| ۱۳۸۴             | «زهی عشق»                     | یاس          | سارا نائینی          | سارانائینی       | همراهی با سارا نائینی                           |
| ۱۳۸۴             | «چه روزهای سختی رفت»          | یاس          | نیما علامه           | احمد سانقه       | آغاز جدی فعالیت حرفه‌ای یاس                      |
| ۱۳۸۵             | «world cup 2006»              | یاس          | کاور                 | کاور             | حمایت از تیم‌ملی فوتبال ایران                    |
| ۱۳۸۵             | «باید بتونیم»                 | یاس          | میتا ملکی            | احمد سانقه       | ترویج تاب‌آوری و امید، همراهی با بهزاد برازنده   |
| ۱۳۸۵             | «سی‌دی رو بشکن»                | یاس          | پژمان نیکوش و آمین   | احمد سانقه       | واکنش به ماجرای زر امیرابراهیمی، همراهی با آمین |
| ۱۳۸۵             | «یادت نره»                    | یغماگلرویی   | مجیدغفوری            | مجیدغفوری        | همراهی با مجیدغفوری (تنها آهنگ مجوزدار)         |
| ۱۳۸۵             | «بی تو دیگه نه اصلاً»          | یاس          | میتا ملکی            | احمد سانقه       | عاشقانه                                         |
| ۱۳۸۵             | «وقت طلوع یاسه»               | یاس          |                      |                  | فری‌استایل                                       |
| ۱۳۸۵             | «انتظار»                      | یاس          |                      |                  |                                                 |
| ۱۳۸۵             | «نه اصلاً»                     | یاس          | میتا ملکی            | احمد سانقه       | عاشقانه                                         |
| ۱۳۸۶             | «هویت من»                     | یاس          | میتا ملکی            | میتا ملکی        | همراهی با آمین (واکنش به فیلم ۳۰۰)              |
| ۱۳۸۶             | «صلح تویی»                    | یاس          | دی جی کامرون         | دی جی کامرون     | پاسداشت مقام مولوی                              |
| ۱۳۸۶             | «به امید ایران»               | یاس          | سانقه و راستین ذبیهی | احمد سانقه       | ترویج سازندگی ایران، با همراهی راستین           |
| ۱۳۸۶             | «بزارین بکشمش»                | یاس          | آرش مدبیان           | آرش مدبیان       | اعتراض به موادفروشان                            |
| ۱۳۸۷             | «سخته»                        | یاس          | نیما علامه           | احمد سانقه       | همراهی با نیما علامه                            |
| ۱۳۸۷             | «به دنیا خوش اومدی»           | یاس          | نیما علامه           | احمد سانقه       | سختی‌های زندگی                                   |
| ۱۳۸۷             | «درکم کن»                     | یاس          | نیما علامه           | احمد سانقه       | اعتراض به بیکاری                                |
| ۱۳۸۷             | «تمومش کن»                    | یاس          | نیما علامه           | احمد سانقه       | اعتراض به اعتیاد                                |
| ۱۳۸۷             | «چارسو»                       | یاس          | سعید شمس             | سعید شمس         | پخش شده در فیلم چارسو                           |
| ۱۳۸۷             | «پیاده می‌شم»                  | یاس          | سعید شمس             | احمد سانقه       | اعتراض به تن‌فروشی                               |
| ۱۳۸۸             | «مرهم»                        | یاس          | گیو                  | احمد سانقه       |                                                 |
| ۱۳۸۸             | «راز» یا «من و تو»            | یاس          | کاور                 | کاور             | فیت با ساسان، به همراه موزیک ویدئو              |
| ۱۳۸۸             | «با من باش»                   | یاس          | سعید شمس             | احمد سانقه       | اعتراض به خودکشی                                |
| ۱۳۸۸             | «دلت دریاست»                  | یاس          | سعید شمس             | احمد سانقه       |                                                 |
| ۱۳۸۹             | «شیخ حیله‌گر»                  | میترا روحانی | سعید شمس             | سعید شمس         | با همراهی میترا روحانی                          |
| ۱۳۸۹             | «نیستی»                       | آمین         | آمین                 | پژمان نیکوش      | همراهی با آمین                                  |
| ۱۳۸۹             | «قصهٔ زیرزمین» یا rock on      | کاوه آفاق    | کاوه آفاق            | آراد آریا        | همراهی با گروه د ویز، تیزر مستند Rock On        |
| ۲۵ آبان ۱۳۸۹     | «به خاطر من»                  | یاس          | سعید شمس             | آرش پاکزاد       | طلاق                                            |
| ۲۷ تیر ۱۳۹۰      | «سرباز وطن»                   | یاس          | اوزی ان دا دیکن      | ابی رود استودیوز | انگیزشی                                         |
| ۲ آبان ۱۳۹۰      | «از چی بگم؟»                  | یاس          | سعید انصار           | سعید انصار       | واکنش به «آتش‌سوزی مدرسه درودزن»                 |
| ۶ دی ۱۳۹۰        | «Trash The Clubs»             | یاس          | دی‌جی علی‌گیتور        | علی‌گیتور         | همراهی با دی‌جی علی‌گیتور                         |
| ۶ خرداد ۱۳۹۱     | «من می‌جنگم»                   | یاس          | سعید انصار           | سعید انصار       |                                                 |
| ۱۷ آبان ۱۳۹۱     | «وقت رفتن»                    | یاس          | احمد صناقی           | پژمان نیکوش      | همراهی با آمین                                  |
| ۱۶ اسفند ۱۳۹۱    | «فریاس (فریاد یاس)»           | یاس          | خشایار اس آر         | سعید انصار       |                                                 |
| ۲۷ مرداد ۱۳۹۲    | «آمین»                        | یاس          | پژمان نیکوش          | آرمین کله        | همراهی با آمین                                  |
| ۸ بهمن ۱۳۹۲      | «من ادامه می‌دم»               | یاس          | فربد عرش             | سعید انصار       |                                                 |
| ۱ اسفند ۱۳۹۲     | «صدای اتحاد (Sound Of Unity)» | یاس          | میتا ملکی            | میتا ملکی        | همراهی با تک ناین                               |
| ۱۴ مرداد ۱۳۹۳    | «وصیت‌نامه»                    | یاس          | پدرام                | سعید انصار       | آلبوم مشترک «سمفونی گربه‌ها»                     |
| ۲۴ مرداد ۱۳۹۳    | «دو دو تا چهار تا»            | یاس          | فربد عرش             | سعید انصار       | آلبوم مشترک «از ماست که برماست»                 |
| ۸ مهر ۱۳۹۳       | «زنده باد ایران»              | یاس          | فربد عرش             | سعید انصار       | آلبوم مشترک «اوردوز ۱»                          |
| ۲۱ اسفند ۱۳۹۳    | «بد شدم»                      | یاس          | سعید شمس             | سعید شمس         | تاثیر محیط بر رفتار شخص                         |
| ۲۵ فروردین ۱۳۹۴  | «مسافر»                       | یاس          | فربد عرش             | سعید انصار       | مرور اتفاقات دو سال اخیر زندگی‌اش                |
| ۱۳ مهر ۱۳۹۴      | «همه چی درست می‌شه»            | یاس          | سعید انصار           | میتا ملکی        |                                                 |
| ۲۸ اسفند ۱۳۹۴    | «بغض یعنی»                    | یاس          | سعید انصار           | فربد عرش         | همراهی با آمین                                  |
| ۲۰ اردیبهشت ۱۳۹۵ | «بارکد»                       | یاس          | فربد عرش             | سعید انصار       | من ادامه می‌دم ۲ (تیتراژ پایانی بارکد)           |
| ۲۲ شهریور ۱۳۹۵   | «نامه‌ای به فرزند»             | یاس          | فربد عرش             | آرش پاکزاد       | خانه سالمندان                                   |
| ۳۰ اسفند ۱۳۹۵    | «سرکوب»                       | یاس          | فربد عرش             | احمد سانقه       | خاطرات شخصی و دیس آل                            |
| ۲۶ اسفند ۱۳۹۶    | «بند ناف تا خط صاف»           | یاس          | فربد عرش             | شروین رادفر      | همراهی با موئر                                  |
| ۱۴ بهمن ۱۳۹۷     | «اصالت»                       | یاس          | فربد عرش             | شروین رادفر      | همراهی با موئر در آلبوم «اوردوز ۳»              |
| ۲۸ بهمن ۱۳۹۷     | «سفارشی»                      | یاس          | فربد عرش             | شروین رادفر      | تیتراژ سریال رقص روی شیشه                       |
| ۲۴ خرداد ۱۳۹۹    | «لال»                         | یاس          | فربد عرش             | شروین رادفر      | دیس آل به خصوص علیه گروه ملتفت                  |
| ۲۷ خرداد ۱۴۰۰    | «آگاه»                        | یاس          | سجاد ترابی           |                  | به همراه موئر                                   |
| ۲۷ اسفند ۱۴۰۰    | «خانوادگی ۲»                  | یاس          | اشکان کاگان          | حسین موسوی       | همراهی با ۳۸ خواننده دیگر                       |
| ۶ خرداد ۱۴۰۱     | «بیم»                         | یاس          | فربد عرش             | شروین رادفر      | اولین آهنگ سیاسی                                |
| ۱۸ اسفند ۱۴۰۳    | «باغ»                         | یاس          | فربد عرش             | شروین رادفر      | ادامه اعتراض                                    |

### نماهنگ‌ها[۵۸]
| سال  | عنوان                              | کارگردان                    |
| ---- | ---------------------------------- | --------------------------- |
| ۱۳۸۲ | «رعد» (غیررسمی، اولین موزیک ویدیو) | -                           |
| ۱۳۸۸ | «راز» (غیررسمی)                    | -                           |
| ۱۳۸۹ | «قصهٔ زیر زمین»                     | کامبیز اخباری               |
| ۱۳۸۹ | «به خاطر من»                       | مجید فرهبد                  |
| ۱۳۹۰ | «سرباز وطن»                        | کسری شجاعی                  |
| ۱۳۹۰ | «Trash The Clubs»                  | فربد خوش‌طینت و آرش          |
| ۱۳۹۰ | «از چی بگم؟»                       | کسری شجاعی                  |
| ۱۳۹۱ | «وقت رفتن»                         | زیگورات پیکچرز              |
| ۱۳۹۲ | «فریاس»                            | امیر طاهریان                |
| ۱۳۹۳ | «صدای اتحاد»                       | آنتونی دورا                 |
| ۱۳۹۴ | «مسافر»                            | عباس بهشتی                  |
| ۱۳۹۴ | «همه چی درست می‌شه»                 | عباس بهشتی و مرتضی دورودیان |
| ۱۳۹۵ | «نامه‌ای به فرزند»                  | پیام قربانی                 |
| ۱۳۹۷ | «بند ناف تا خط صاف»                | احمد پارسا                  |
| ۱۳۹۸ | «سفارشی»                           | سجاد ترابی                  |
| ۱۴۰۱ | «خانوادگی ۲»                       | جرشا                        |